# Nuglar-Sankt Pantaleon
Nuglar-St. Pantaleon is een gemeente en plaats in het Zwitserse kanton Solothurn en maakt deel uit van het district Dorneck.
Nuglar-St. Pantaleon telt 1411 inwoners.